# Six Bells Colliery

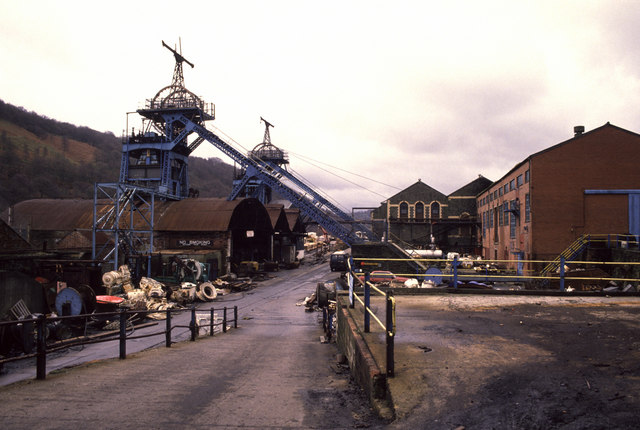
Die ehemalige Six Bells Colliery im Jahr 1989

Die Six Bells Colliery war eine Kohlemine im Kohlefeld der South Wales Valleys im Tal des Ebbw Fach River nahe Six Bells, das heutzutage ein Stadtteil von Abertillery ist. Eröffnet 1892, war die Mine zunächst unter dem Namen Arral Griffin Colliery und Varianten davon bekannt. Um den Ersten Weltkrieg herum arbeiteten im Bergwerk fast 3.000 Bergleute, auch in den folgenden Jahrzehnten beschäftigte es lange Zeit mehr als tausend Arbeiter und hatte eine hohe Produktionsmenge. Ab 1950 wurde die Mine nach und nach enger mit der Marine Colliery im benachbarten Cwm zusammengeführt, bis beide Bergwerke 1977/1978 unterirdisch zusammengeschlossen wurden. Zwischenzeitlich, Mitte 1960, hatte sich in der Six Bells Colliery ein Grubenunglück mit 45 Toten ereignet. Nach dem Zusammenschluss mit der Marine Colliery war Six Bells kurze Zeit die produktivste Mine von Südwales, ehe sie in der zweiten Hälfte der 1980er Jahre geschlossen wurde. Das ehemalige Minengelände ist heute ein Park, in dem seit 2010 ein Denkmal für die Toten des Grubenunglücks von 1960 steht.

## Geschichte
Die Arral Griffin Colliery, auch als Arail Griffin Colliery oder Arael Griffin Colliery bekannt, wurde 1892 durch das Unternehmen John Lancaster & Co. mit zwei Schächten eröffnet. Im direkten Umfeld der Mine hatte es bereits einige Jahre vorher zwei Bergwerke gegeben, die Ballance Pit und die Hafod Van colliery. Für das Unternehmen, das auch unter dem Namen Lancaster Steam Coal Collieries Ltd. firmierte, war es das einzige Bergwerk. Das Unternehmen brüstete sich in Werbeanzeigen damit, dass man die in der Arial Griffin Colliery gewonnene Kohle an Eisenbahngesellschaften in über sechs europäischen und südamerikanischen Ländern und an führende Dampfschiffgesellschaften liefere. 1896 wurde das Bergwerk allerdings an die Partridge Jones and Co. verkauft. Zu diesem Zeitpunkt beschäftigte die Mine bereits gut 170 Arbeiter, auch wenn erst ab 1898 aktiv Kohle gefördert wurde. Um die Zeit des Ersten Weltkriegs herum arbeiteten etwa 3.000 Bergleute in der Mine. Zwischen 1930 und 1937 stand der Betrieb in der Six Bells Colliery mangels Aufträgen still. Mittlerweile im Besitz von John Patton, produzierte die Six Bells Colliery danach aber fast 400.000 Tonnen jährlich. 1947 wurde die Mine verstaatlicht. 1950 schätze das National Coal Board die im Bereich der Mine noch vorhandenen Reserven auf etwa 30 Millionen Tonnen, von denen in diesem Zeitraum etwa 300.000 bis 450.000 Tonnen jährlich gefördert wurden. Beschäftigt wurden um die 1.500 Kumpel. Nach der Schließung der nahe gelegenen Vivian Colliery benutzte die Six Bells Colliery auch die dortige Infrastruktur mit.
Ab den 1950ern bekamen die Verantwortlichen der Mine Bedenken ob der Sicherheit, da es regelmäßig zu Unfällen kam. Der größte ereignete sich am 28. Juni 1960, als durch eine unterirdische Explosion 45 Bergmänner ums Leben kamen. Von den 48 Anwesenden überlebten also nur drei Personen. Unter normalen Bedingungen wären am Ort der Explosion fast 120 Bergleute gewesen, allerdings wurden gerade Wartungsarbeiten durchgeführt. In den 1960er Jahren gehörte die Six Bells Colliery zu den letzten Bergwerken im Tal des Ebbw Fach River. Mitte der 1970er Jahre war die Mine eines von nur noch zwei Bergwerken im Ebbw Fach Valley – neben der durch einen Zusammenschluss zweier Minen entstandenen Abertillery New Mine –, die per Zug angefahren wurden. Die geförderte Kohle aus dem gesamten Ebbw Fach Valley wurde größtenteils von den Ebbw Vale Steelworks verbraucht, weitere wichtige Abnehmer der Six Bells Colliery saßen in Llanwern und Margam. Bereits ab circa 1950 wurde die im Bergwerk geförderte Kohle zur Marine Colliery nahe Cwm im Nachbartal des Ebbw Fawr River gebracht, um diese dort zu waschen. Um die Transportkosten zu sparen, verband man die beiden Minen 1977/1978 unterirdisch. Nur ein Jahr später waren die beiden Strebe der Six Bells Colliery die produktivsten des Kohlegebiets von Südwales, auch wenn man mit 110.000 bis 120.000 Tonnen jährlich deutlich weniger produzierte als noch einige Jahrzehnte zuvor. Mit weniger als tausend Arbeitern beschäftigte man ebenfalls weniger Bergleute. Mittlerweile gehörte die Mine zu British Coal, die die Six Bells Colliery im März 1986 schlossen. Einer anderen Angabe zufolge erfolgte die Schließung erst 1988.

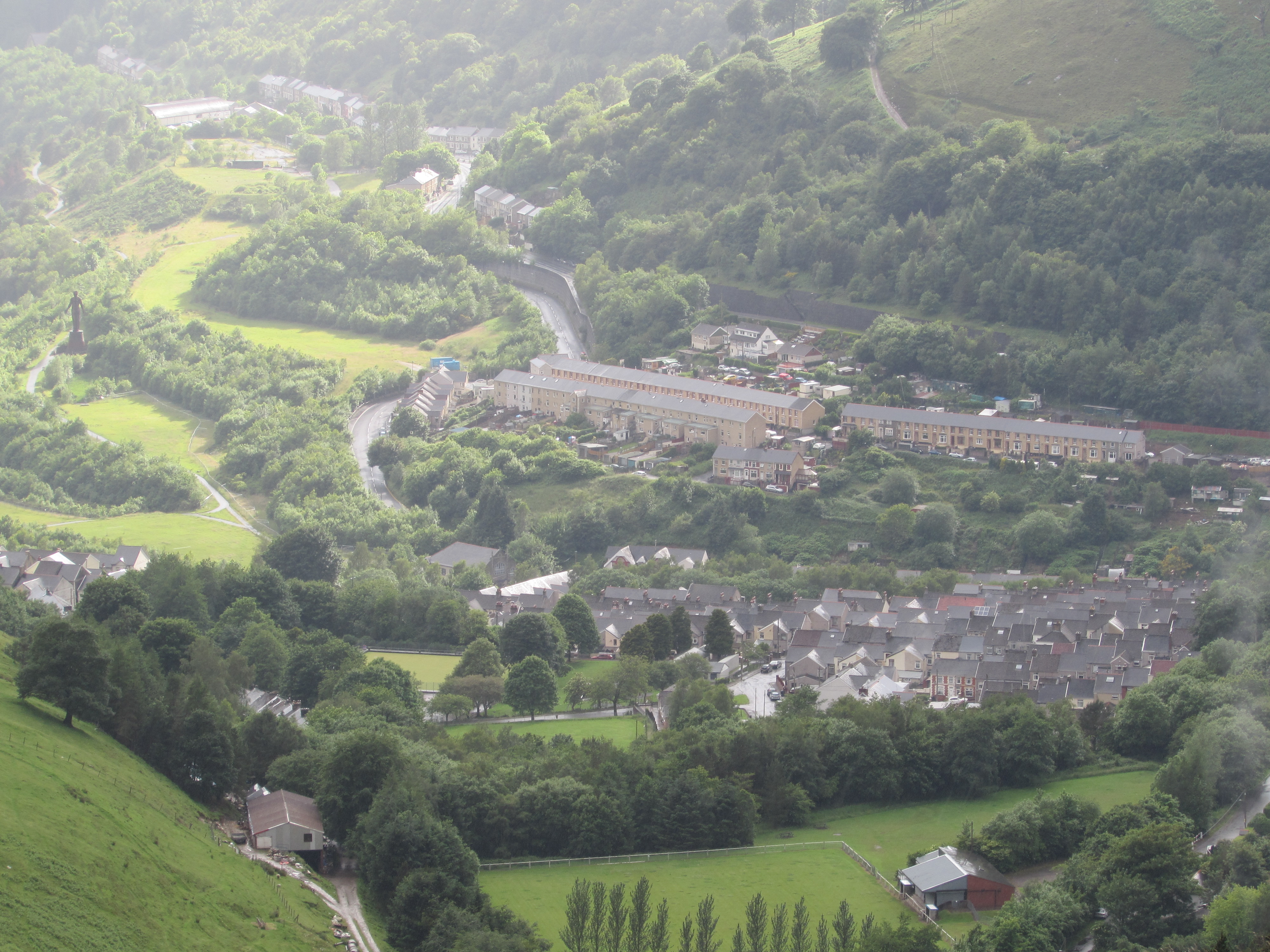
Das ehemalige Minengelände mitsamt der Statue links; rechts der Stadtteil Six Bells

Zum 50. Jahrestag des Grubenunglücks von 1960 wurde am Ort der ehemaligen Six Bells Colliery eine Statue zum Gedenken an die Todesopfer enthüllt. Das Gelände der heutigen Mine wurde als Park renaturiert. 2015 gab es Pläne, das Gelände für den Bau einer Schule zu nutzen, was erhebliche Kritik auslöste. Immer noch existiert der heute zu Abertillery gehörende Stadtteil Six Bells, dessen Geschichte eng mit der Mine verbunden ist.

## Infrastruktur
Zu Beginn der Betriebszeit verfügte die Mine über zwei Schächte. Beide reichten über 320 Meter in den Boden (352 yards). Insgesamt arbeitete man an sechs Kohleflözen, wobei die wichtigsten in 320 Metern und in circa 250 Metern Tiefe (= 272 yards) lagen. Recht schnell hatte das Bergwerk auch eine eigene Kohlenwäsche. Es verfügte über zwei Sätze Siebe, eines mit zwei Produktionsspuren, das andere mit sechs. Am Ende dieser Spuren wurde die Kohle gruppiert nach Empfängern in Eisenbahnwaggons gefüllt, die von dort mit der Kohle zu ihrem Bestimmungsort gefahren wurden.